# Orochernes
Genre
Orochernes est un genre de pseudoscorpions de la famille des Chernetidae.

## Distribution
Les espèces de ce genre se rencontrent au Népal, en Russie et en Chine.

## Liste des espèces
Selon Pseudoscorpions of the World (version 3.0) :
- Orochernes nepalensis Beier, 1968
- Orochernes sibiricus Schawaller, 1986

et décrite depuis :
- Orochernes ganziensis Gao & Zhang, 2019

## Publication originale
- Beier, 1968 : Ein neues Chernetiden-Genus (Pseudoscorp.) aus Nepal. Khumbu Himal, vol. 3, p. 17-18.